# Призраки Амитивилля
Призраки Амитивилля (англ. The Amityville Haunting) — американский сверхъестественный фильм ужасов 2011 года, вышедший на экраны 13 декабря 2011 года. Фильм снят по мотивам книги 1977 года «Ужас Амитивилля». Фильм был снят кинокомпаниями The Asylum и Taut Productions.
Автор сценария и режиссёр Джефф Мид, в фильме главные роли играют Тайлер Шами, Девин Кларк и Джон Конделик, все без актерского состава. Слоган фильма: «Семья не выжила. Но записи сохранились». Фильм утверждает, что основан на «реальных видеозаписях, которые документируют ужасающий опыт семьи, переехавшей в печально известный дом с привидениями». Фильм получил всеобщее осуждение критиков и часто упоминается как один из худших фильмов ужасов, когда-либо снятых.

## Сюжет
В июне 2008 года семья Бенсонов переезжает в дом 112 по Оушен-авеню в Амитивилле из-за проблем с их дочерью-подростком Лори. Несмотря на тревожную историю дома, в котором в 1974 году Рональд ДеФео-младший застрелил шестерых членов семьи, Бенсоны соглашаются приобрести дом. Приняв решение, они находят своего риэлтора мёртвым на подъездной дорожке. На следующий день Тайлер Бенсон становится свидетелем падения одного из грузчиков с лестницы, в результате чего тот погибает. Семья продолжает жить в доме, несмотря на напряжение, растущее из-за происходящих необъяснимых событий.
Паранормальные явления — от открывающихся дверей до таинственного телефона, появляющегося на кухне, — продолжают беспокоить Тайлера, в то время как его родители отказываются верить в то, что что-то происходит помимо их собственных объяснений. Дуглас Бенсон берёт дело в свои руки, решив установить в доме камеры видеонаблюдения. Юная Мелани Бенсон привлекает внимание семьи, когда начинает разговаривать со своим «воображаемым другом» Джоном Мэтью, что заставляет Дугласа задуматься, не рассказывали ли Лори или Тайлер Мелани об истории дома.
По мере того, как семья всё больше опасается необъяснимых смертей близкого друга семьи и соседского мальчика, увлечённого Лори, Дуглас срывается, используя религиозную атрибутику, чтобы избавить дом от любых духов, обитающих в нём. После месяца пребывания в доме Лори, Вирджиния, Дуглас и Тайлер Бенсон умирают различными способами. Мелани Бенсон — единственная выжившая, она говорит, что планирует остаться в доме навсегда, вместе с Джоном Мэтью. Отчёты о вскрытии, показанные в конце фильма, подчеркивают тот факт, что каждая жертва в момент смерти находилась в состоянии сильного стресса.

## В ролях
- Джейсон Уильямс в роли Дугласа Бенсона
- Эми Ван Хорн в роли Вирджинии Бенсон
- Девин Кларк в роли Тайлера Бенсона
- Надин Крокер в роли Лори Бенсон
- Грейси Ларджент в роли Мелани Бенсон
- Люк Барнетт в роли Рональда ДеФео мл. / Призрак
- Тайлер Шами в роли Грега
- Джон Конделик в роли Бретта
- Александр Ржехович в роли Донни Реддита
- Кейси Кэмпбелл в роли детектива

## Приём
Фильм «Призраки Амитивилля» получил всеобщую неприязнь критиков и был назван одним из худших фильмов, снятых компанией The Asylum. Автор Horrornews.net назвал его «просто плохим фильмом, не несущим никакой пользы для зрителей», критикуя чрезмерное использование низкобюджетных трюков для устрашения и ложную рекламу как «реальных найденных кадров». Он также описал исполнение Джейсоном Уильямсом роли Дага как «неправдоподобное для того, чего он пытается достичь, и просто как придурок с замашками», но сказал, что «военный беспредел завершает фильм, просто заставляя всё это выглядеть довольно глупо». Фойвондер из Dread Central поставил фильму один балл из пяти, завершив свою рецензию словами: «Часть меня почти задаётся вопросом, не существует ли единственная причина существования „Призрака Амитивилля“ в том, что кто-то поспорил, что сможет побить „Проклятие Амитивилля“ за звание худшего фильма серии „Амитивилль“ фильма всех времён. Не знаю, удалось ли им это, но фильм получился на славу».